# Buganda
Buganda är ett subnationellt kungadöme i mellersta och södra delen av Uganda. Gandafolket härstammar därifrån. Gandafolket är den största etniska gruppen i Uganda och utgör 16,5% av landets befolkning. Buganda är det största kungadömet i Uganda med 5,5 miljoner invånare. Landets huvudstad Kampala ligger i Buganda.

## Historia
Buganda kallades för Muwaawa före 1300-talet, då kungadömet formellt sett bildades av dess första kung (kabaka) Kato Kintu. Han gjorde sig till kung genom att med våld besegra fem klaner som höll till i området, och det sägs att han, för att markera sin seger, brukade sova en natt i den besegrade ledarens säng. Hans blodlinje skulle dock komma att dö ut efter ungefär ett århundrade. Han efterträddes av Kimera Walusimbi som valdes av högt respekterade och uppsatta människor i kungadömet. Han skulle bli den första ledaren av många som senare kom att bidra till att kungadömet expanderade mycket, och detta ledde slutligen till att Buganda blev det största kungadömet i landet då det gick om Bunyoro i storlek efter flera strategiska insatser uträttade av en stark militär som främst gick ut på att blockera deras åtkomst till Victoriasjön. När Bunyoro 1830 förlorade tillgången till sina saltgruvor kunde Buganda ta tillfället i akt och gå om dem som Ugandas största region . Man började utveckla ett regeringssystem och allmänna lagar vilket ledde till att kungens roll blev svårare att definiera. Regentsystemet imponerade dock på britterna som kom till Buganda under mitten av artonhundratalet  . Det gjorde att Buganda blev ett protektorat snarare än en koloni år 1892, trots att förhållandena senare skulle börja likna koloniala, vilket ledde till en kamp för självständighet. Detta skedde efter flera försök att konvertera ledarna Muteesa I och hans son Mwanga I till kristendomen. Muteesa I var regent då britterna först kom till Buganda, och fick britterna att lära hans folk att läsa och skriva. Britterna hade även kontroll över närliggande kungadömen, men människorna som levde där var mer tveksamt inställda till dem och således var deras inflytande mindre där.
Som kärnan i protektoratet utvecklades kungadömet Buganda ännu mera, utbildningens höga värde togs efter av britterna och institut för högre utbildning blev allt vanligare, vilket resulterade i att Buganda vid Ugandas självständighet 1962 hade den högsta levnadsstandarden och läskunnigheten i landet. Utbildningen räknas fortfarande som någonting viktigt i Buganda och så sent som 2007 startades det nya statliga universitetet Muteesa I Royal University. Det som gör detta universitet nämnvärt är faktumet att kungen Ronald Muwenda Mutebi II själv står som överhuvud.
Under självständighetsperioden avskaffades monarkin i Uganda då varken presidenten Idi Amin eller presidenten Milton Obote ville veta av några rivaler, men år 1993 återinfördes kungadömet i Buganda och det har därefter fungerat som en konstitutionell monarki. Dock inte helt utan problem, då motsägelser mellan presidenten och konungen fortfarande sker med jämna mellanrum och då skapas ofta stor uppståndelse och vilda protester.

### Tronföljd

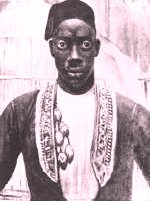
Kung Muteesa I.

När det talas om Bugandas kungar brukar man ofta börja med kabaka Muteesa I, och således inleda när Buganda blev ett brittiskt protektorat. Det finns många historier och myter kring dem kvar idag, Muteesa I sägs exempelvis ha haft 85 fruar  och det sägs att hans son, Mwanga II först blev vald till kung för att han tycktes vara en stark människa men sedan visade det sig att han hade ett svagt psyke och han föll in i ett väldigt ungdomligt beteende som inte upphörde förrän efter ett par år. Hans tid som regent skall ha varit oförutsägbar och våldsam, och han sägs ha låtit avrätta sin syster då hon konverterade till kristendomen. Detta gjorde många invånare upprörda, och i vilda protester tvingades han avgå för att ge plats åt sin äldre bror, Kiweewa, som kom att regera i sjuttiotvå dagar innan han blev ersatt och sedan avrättad av den tredje brodern, Kalema som konverterat till islam.
Mellan trettonhundratalet till idag har Buganda haft ungefär 38 kungar (kabakas), siffrorna varierar något. Idag heter kungen Ronald Muwenda Mutebi II, han tog över tronen från sin far 1993 efter uppehållet från 1969. 1884 upprättades en begravningsplats för alla kungar, vid namn Kasubi Tombs  men den förstördes nästan helt i en brand i mars 2010. Det finns planer att bygga upp begravningsplatsen igen.
| Nummer | Kung       | Ungefärlig tid på tronen |
| ------ | ---------- | ------------------------ |
| 1      | Kato Kintu | 1200–1230                |
| 2      | Chwa I     | 1230–1275                |
| 3      | Kimera     | 1275–1330                |
| 4      | Lumansi    | 1330–1350                |
| 5      | Ttembo     | 1350–1360                |
| 6      | Kigala     | 1360–1380                |
| 7      | Kiyimba    | 1380–1400                |
| 8      | Kayima     | 1415–1440                |
| 9      | Nakibinge  | 1440–1490                |
| 10     | Mulondo    | 1490–1510                |
| 11     | Jemba      | 1510–1530                |
| 12     | Ssuna      | 1530–1555                |
| 13     | Sekamanya  | 1555–1590                |
| 14     | Kimbugwe   | 1590–1610                |
| 15     | Katerega   | 1610–1650                |
| 16     | Mutebi     | 1650–1670                |
| 17     | Juuko      | 1670–1682                |
| 18     | Kayemba    | 1682–1690                |
| 19     | Tebandeke  | 1690–1700                |
| 20     | Ndawula    | 1700–1710                |
| 21     | Kagulu     | 1710–1720                |
| 22     | Kikulwe    | 1720–1740                |
| 23     | Mawanda    | 1740–1760                |
| 24     | Mwanga I   | 1760–1760 (9 dagar)      |
| 25     | Namugala   | 1760–1770                |
| 26     | Kyabagu    | 1770–1780                |
| 27     | Jjunju     | 1780–1797                |
| 28     | Semakokilo | 1797–1814                |
| 29     | Kamanya    | 1814–1832                |
| 30     | Ssuna II   | 1832–1856                |
| 31     | Muteesa I  | 1856–1884                |
| 32     | Mwanga II  | 1884–1888                |
| 33     | Kiweewa    | 1888–1888 (72 dagar)     |
| 34     | Kalema     | 1888–1889                |
| 35     | Mwanga II  | 1889–1897                |
| 36     | Daudi Chwa | 1897–1939                |
| 37     | Muteesa II | 1939–1969                |
| 38     | Muteebi II | 1993–idag                |

## Språk
Huvudartikel: Luganda
Luganda, även kallat ganda, är det ursprungliga språket som talades i Buganda, och är fortfarande det språk som är vanligast efter engelskan. Det har utvecklats genom tal över århundraden. Luganda i skriven form har kommit senare, kring den andra hälften av artonhundratalet, genom inflytande från araber och européer. Luganda är en del av språkfamiljen Niger-Kongo och är tonalt, vilket betyder att ord kan betyda olika saker beroende på vilket tonläge det talas i. Luganda är rikt på metaforer och proverb.

## Geografi
Kungadömet Bugandas gränser drogs i och med The Uganda Agreement of 1900. I det beskrevs Bugandas geografiska läge detaljerat och sammanfattningsvis bestod det av att kungadömet avgränsades av Victoriasjön åt syd, Nilen åt öst, Kyogasjön åt norr och Kafufloden åt nordväst. Åt väst gränsar Buganda till Isinguro, Kirihura, Kibale, Hoima och Masindi-distrikten.
Klimatet är ett så kallat tropiskt klimat då det ligger vid ekvatorn. Temperaturerna skiljer sig mellan årstiderna, och kan ligga mellan 16 och 27 grader Celsius, vilket betyder att det är varmt snarare än hett. Den genomsnittliga temperaturen är 24 grader. Temperaturerna på dagen är oftast ungefär 8 till 10 grader högre än på natten, och regnnivåerna skiljer sig inte nämnvärt på något särskilt ställe i kungadömet utan är ganska jämnt fördelade. Det sammanlagda årliga regnet brukar ligga mellan 900 och 2 000 milliliter. Man brukar tala om en solsäsong och en regnsäsong. Regnsäsongen är på vintern, och då regnar det mycket mer än på sommaren.
Det här är en lista på de arton län som officiellt befinner sig inom Bugandas gränser:
1. Ggomba
2. Butambala
3. Kyaddondo
4. Busiro
5. Buddu
6. Bulemeezi
7. Ssingo
8. Kyaggwe
9. Bugerere
10. Buweekula
11. Mawogola
12. Kabula
13. Mawokota
14. Kooki
15. Ssese
16. Buvuma
17. Busujju
18. Buluuli

## Kultur
Giftermål har traditionellt sett varit något som setts som väldigt viktigt i Buganda. En kvinna respekterades inte på samma sätt före ett giftermål som efter det, och en man ansågs inte vara hel förrän han hade gift sig. Faktum är att han ansågs som mer av en man desto flera fruar han hade. Polygami var ett vanligt förekommande fenomen, likaså bortgifte. Det var även lättare att skilja sig i Buganda än i andra delar av Uganda.
I Uganda är det vanligt att olika sorters danser utvecklas på olika geografiska platser, och i Buganda blev Bakisimba, Nankasa och Muwogola de populäraste danskombinationerna. De är danser som fokuserar på låtens tempo och känsla, snarare än dess text, och tar ofta upp ämnen såsom kärlek, utbildning och sexualitet. Kvinnorna är ofta skylda med mycket kläder medan männen dansar utan tröja. Musiken som tillhör spelas på flera olika instrument, som exempelvis trummor, flöjter och xylofoner.
I den Bugandiska kulturen fruktade man ofta döden, då något liv efter detta inte var något man i regel trodde på. Döden var aldrig någonting som kunde ske naturligt, den orsakades av onda andar, häxor och trollkarlar. Häxdoktorer blev således vanligen anlitade efter ett dödsfall. Vid begravningsceremonierna var det viktigt att visa sorg för att inte misstänkas ha bidragit till att onda varelser gjort att personen avlidit. Begravningen skedde oftast efter ungefär en till fem dagar, och en sorgemånad, ibland längre än så, efter detta hölls oftast en fest som innehöll mycket mat, dans och sång - och var den avlidne överhuvud för en familj så valdes vid denna tillställning dess efterträdare.
Klanväsendet är viktigt i Buganda, och de fem ursprungliga klanerna som fanns då Kato Kintu tog över området har idag expanderat till femtiotre stycken som alla har ett totem, som vanligen är ett djur, insekt eller en växt, men det kan även handla om andra saker. Exempelvis har Nvuma-klanen en pärla som totem. Klanerna kan delas in i fyra grupper utifrån när de historiskt sett flyttat till Buganda. Här kommer en lista på alla klaner och dess tillhörande attribut:
De äldsta klanerna kallas för Nansangwa-klanerna och dit hör sex klaner:
| Lugave   | Myrkotte         |
| Mmamba   | Lungfisk         |
| Ngeye    | Svartvit guereza |
| Njaza    | Rörbock          |
| Ennyange | Kohäger          |
| Fumbe    | Civett           |

Tretton klaner sägs ha kommit till mellan 1200 och 1400-talen, och de brukar kallas för klanerna som bildades under Kato Kintus period som konung.
| Ekkobe    | Klätterväxt    |
| Mbwa      | Hund           |
| Mpologoma | Lejon          |
| Mpeewo    | Antilop        |
| Namunoona | Svartvit kråka |
| Ngo       | Leopard        |
| Nonge     | Utter          |
| Njovu     | Elefant        |
| Nkejje    | Sprattus       |
| Nkima     | Grön markatta  |
| Ntalagnya | Blå dykare     |
| Nvubu     | Flodhäst       |
| Nvuma     | Pärla          |

Den tredje vågen är associerad med Kabaka Kimeras period som Bugandas konung. Dessa elva klaner är:
| Bugeme     |                         |
| Butiko     | Svamp                   |
| Kasimba    | Genett                  |
| Kayozi     | Springråtta             |
| Kibe       | Räv                     |
| Mbogo      | Afrikansk buffel        |
| Musu/Omusu | Gambiansk jättepåsråtta |
| Ngabi      | Buskbock                |
| Nkerebwe   | Suncus zeylanicus       |
| Nsuma      | Elefantfisk             |
| Nseenene   | Gräshoppa               |

Sedan dess har tjugotvå nya klaner antingen immigrerat till Buganda eller skapats av högt uppsatta människor i landet. De brukar hänvisas till som de övriga klanerna och till dem hör:
| Abalangira |               |
| Babiito    |               |
| Basambo    |               |
| Baboobi    |               |
| Kasanke    | Dubbelfoting  |
| Kibuka     | Fink          |
| Kinyomo    | Myra          |
| Kiwere     |               |
| Lukato     |               |
| Mbuzi      |               |
| Mpindi     | Ögonböna      |
| Mutima     | Hjärta        |
| Nakinsigne |               |
| Ndiga      | Får           |
| Ndiisa     | Korg          |
| Nnaali     | Grå krontrana |
| Njobe      | Bohorrörbock  |
| Nkebuka    | Röd fink      |
| Nkula      | Noshörning    |
| Nsunu      | Kob           |
| Nte        | Oxe eller ko  |
| Nswaawswa  | Varan         |

## Religion
Majoriteten av människorna i dagens Buganda är starkt troende kristna, och det är en ganska jämn indelning mellan protestanter och katoliker. Ungefär femton procent av invånarna i Buganda räknas som muslimer. Dessa religioner har spridits genom brittisk kolonialism och kringresande arabiska handelsmän.
Förr i tiden trodde många i Buganda på en religion som idag dött ut. Den kallades Balubaale och berättade om en andevärld som vi inte kan se med blotta ögat. Det troddes på väldigt många olika andar som alla hade en egen specialitet, de kunde inte alltför sällan vara förfäder till släkten. Exempelvis Nagawonye, som är regnets ande samt Kibuuka, som är en krigsgud. De mest vanliga andarna hade egna tempel som människor gick till för att be om olika saker - och även om denna tro inte finns kvar längre så lever fortfarande tankarna om förfädernas betydelse och att de kan vaka över en kvar.

## Sociala aspekter
Gandafolket sägs vara stolta över sin egen kultur och varifrån de kommer. De sägs också vara väldigt gästvänliga mot dem som vill förenas med dem, men att det förekommer en viss överlägsenhet mot andra Ugandiska kulturer, detta skall ha kommit från när britterna koloniserade dem och gav dem en högre status än andra i Uganda. Deras sociala kultur präglas av artighet, vilket kan synas i faktumet att det är en norm att hälsa på människor man går förbi samt att kvinnor i regel niger när hälsningsfraser utbyts. När mat i Buganda skulle ätas satt traditionellt alla på en matta på golvet. Det var meningen att ingen fick lämna måltiden förrän alla ätit upp och förrän man sagt ”ofumye nnyo” som betyder tack till den som lagat maten, samt ”ogabude” till familjens överhuvud.
Problematik kan uppkomma då kungens roll är väldigt högt värdesatt i Buganda, vilket gör det svårt när Bugandas kung och Ugandas regering inte håller med varandra. Detta gör att sociala motstridigheter ofta kan uppstå, och det är inte ovanligt med våldsamma protester.

## Ekonomi
Gandafolket arbetade ursprungligen främst med jordbruk. Bananer, sötpotatis och bönor var vanliga, liksom att man ofta ägde flera djur, exempelvis getter och kycklingar. Något annat som varit vanligt i Buganda är olika former av hantverk eller tyger (exempelvis kläder eller gardiner) som skapas av bark, det har folk i kungadömet hållit på med länge, vissa källor säger att de hållit på med det i över 600 år. Man utvinner materialet från mutuba-trädet som är ett sorts fikonträd. När arabiska köpmän tog med sig bomull till landet blev denna sysselsättning allt ovanligare, och från att det oftast fanns åtminstone en verkstad i varje by började det långsamt dö ut - men på senare år har det blivit allt vanligare och mer uppskattat då det ses som en viktig del av Bugandas och Ugandas kulturella arv. Processen brukar inledas med att man ser till att ha ett träd som är redo, vilket betyder att det måste vara starkt nog för att barken skall kunna rivas av utan att det dör. Man hugger sedan oftast bort en del bark i botten och toppen av trädet, för att sedan göra en smal strimma mellan dem. Följer man strimman blir det lättare att avlägsna den inre barken (vilken är barken man vill åt). Efter detta kan man linda in trädet i vävnaden man kan finna i bananträd, samt löven från bananträd, för att trädet lättare ska kunna producera ett nytt lager bark för framtida användning. Slutligen brukar man koka materialet man utvunnit och behandla det med en sort träklubba. Användningsområdena är många, det kan användas som kläder och andra sorters tyger, aktörer i sociala sammanhang, madrasser och det används även under begravningar - då kroppen lindas in i flera lager av materialet.
Närheten till Victoriasjön gjorde ursprungligen att människor samlades kring området som idag är Buganda. Det var bördig jord där, bland annat bananer hade lätt att växa, vilket till stor del bidrog till att göra kungadömet rikt. Bananerna fungerade som primär föda när fisken i Victoriasjön inte nappade - matoke är en sorts mosrätt tillagad på bananer som var och är väldigt vanlig, och löven från bananträden hade många användningsområden, exempelvis kunde de användas som tak till husen. Victoriasjön fungerade även som handelsväg med närliggande områden, och det hjälpte kungadömet att växa och expandera.
Många projekt för att stimulera Bugandas ekonomi finns. Exempelvis BUCADEF, en organisation som står för Buganda Cultural and Development Foundation. Den startades 1994 av kungariket Buganda och målet handlar om att skapa en hållbar ekonomisk förbättring för kungarikets invånare samt en mer utvecklad välfärd. Detta görs genom exempelvis initiativ för mer rent vatten i landet, mikrokrediter, en bättre situation för kvinnor, hiv- och aids-workshops samt stöd till jordbrukare.